# Infernal (gra komputerowa)
Infernal – stworzona przez polskiego producenta, firmę Metropolis Software, przygodowa gra akcji, która została wydana w 2007 roku. Początkowo gra miała nosić roboczą nazwę Diabolique.

## Fabuła
W świecie gry znajdują się dwie firmy z zaświatów. Jedna, Abyss, należąca do piekieł i druga, EtherLight, należąca do nieba. Gracz wciela się w rolę Ryana Lennoksa, który był najlepszym agentem EtherLight. Został jednak zwolniony i pozbawiony swoich mocy ponieważ działał destrukcyjnie, co nie było zgodne z założeniami firmy. Po zwolnieniu Lennox zostanie bezsilny i bezbronny. Dodatkowo pojawia się występująca raz na tysiąc lat dziura pomiędzy światami, która uniemożliwia Bogu zobaczenie, co się dzieje na Ziemi. Tym samym Bóg nie może wyciągnąć konsekwencji wobec tych, którzy popełnili w tym czasie grzechy. EtherLight planuje więc, że dzięki temu zniszczy Abyss raz na zawsze. Szef Abyss wzywa Lennoksa do siebie i obiecuje mu, że jeśli ten mu pomoże, zwrócone mu zostaną jego moce, lecz w silniejszej i "ciemnej" postaci.
Bohater po przejściu na stronę Abyss szybko zyskuje nowe umiejętności: potrafi m.in. stać się niewidzialnym w trakcie przewrotki; może też pozyskać energię życiową i amunicję z zabitych wrogów. Może też magazynować manę pozwalającą na chwilowe zwiększenie efektywności trzymanej broni, teleportację połączoną ze spowolnieniem czasu czy zdolność telekinezy.
W grze dostępnych jest 6 różnych epizodów, każdy składający się z kilku plansz.